# عبد الله بن يوسف التنيسي
أبو محمد عبد الله بن يوسف الكلاعي الدمشقي المصري التنيسي (- 218 هـ) محدث ثقة من أشهر رواة الموطأ عن مالك بن أنس. وعنده عن مالك مسائل. قال البخاري: كان من أثبت الشاميين. مات سنة ثمان عشرة ومائتين.

## روايته للحديث النبوي
- حدث عن: سعيد بن عبد العزيز، وعبد الرحمن بن يزيد بن جابر، وسعيد بن بشير، ومالك، والليث، ومعاوية بن يحيى الطرابلسى، وعبد الله بن سالم الحمصي، ويحيى بن حمزة، وصدقة بن خالد، ومحمد بن مهاجر، والوليد بن محمد الموقري، وبكر بن مضر، وأبو خارجة عنبسة[4] وعدة.
- حدث عنه: البخاري، ويحيى بن معين، والذهلي، وأبو إسحاق الجوزجاني، وإسماعيل سمويه، وأبو حاتم، ويعقوب الفسوي، وأحمد بن عبد الواحد بن عبود، ويحيى بن عثمان بن صالح، وأبو يزيد القراطيسي، وإسحاق بن سيار النصيبي، وبكر بن سهل الدمياطي، وأبو بكر الصاغاني، والربيع بن سليمان المرادي، وابن وارة، وآخرون.

## أقوال العلماء فيه
- أقوال علماء الجرح والتعديل فيه:
- وقال أبو أحمد بن عدي الجرجاني: أصله دمشقي، صدوق لا بأس به.
- وقال أبو جعفر الطحاوي: أهل رواية.
- وقال أبو سعيد بن يونس المصري: ثقة حسن الحديث.
- وقال أبو مسهر الغساني: الثقة المقنع.
- وقال أبو يعلى الخليلي: ثقة متفق عليه.
- وقال أحمد بن شعيب النسائي: القعنبي فوقه في الموطأ.
- وقال أحمد بن صالح الجيلي: ثقة.
- وقال إبراهيم بن يعقوب الجوزجاني: الثقة المقنع.
- وقال ابن أبي حاتم الرازي: ثقة أتقن من مروان الطاطري، وكتب عنه أبي سنة سبع عشرة ومائتين.
- وقال ابن حجر العسقلاني: ثقة متقن، من أثبت الناس في الموطأ
- وقال الذهبي: الحافظ.
- وقال يحيى بن معين: من أوثق الناس في الموطأ، ومرة: ما بقي على أديم الأرض أوثق منه في «الموطأ». يريد: عبد الله بن يوسف.